# Connie Hines
Connie Hines (Dedham, 24 marzo 1931 – Beverly Hills, 18 dicembre 2009) è stata un'attrice statunitense, attiva dal 1959 al 1973.

## Filmografia parziale

### Cinema
- Thunder in Carolina, regia di Paul Helmick (1960)

### Televisione
- Bronco – serie TV, un episodio (1959)
- Bachelor Father – serie TV, un episodio (1959)
- Avventure in elicottero (Whirlybirds) – serie TV, un episodio (1959)
- Philip Marlowe – serie TV, episodio 1x23 (1960)
- Il tenente Ballinger (M Squad) – serie TV, un episodio (1960)
- Gli intoccabili (The Untouchables) – serie TV, un episodio (1960)
- Goodyear Theatre – serie TV, episodio 3x12 (1960)
- Tightrope – serie TV, episodio 1x36 (1960)
- Lock-Up – serie TV, episodio 2x05 (1960)
- Perry Mason – serie TV, 2 episodi (1960-1962)
- Mister Ed, il mulo parlante (Mister Ed) – serie TV, 144 episodi (1961-1966)
- I Pruitts (The Phyllis Diller Show) – serie TV, episodio 1x28 (1967)
- Bonanza – serie TV, un episodio (1969)
- Love, American Style – serie TV, un episodio (1970)
- Mod Squad, i ragazzi di Greer (Mod Squad) – serie TV, un episodio (1971)
- Room 222 – serie TV, un episodio (1973)